# Kalendarz Bydgoski
Kalendarz Bydgoski – regionalne czasopismo popularnonaukowe, wydawane przez Towarzystwo Miłośników Miasta Bydgoszczy.

## Charakterystyka
Periodyk jest dziełem sekcji wydawniczej Towarzystwa Miłośników Miasta Bydgoszczy. Od 1998 r. redaktorem pisma jest Krystyna Romeyko-Baciarelli. 
Celem wydawnictwa jest publikacja informacji na temat Bydgoszczy oraz popularyzowanie działalności Towarzystwa Miłośników Miasta Bydgoszczy. Kalendarz prezentuje zarówno bieżące życie miasta, jego osiągnięcia i perspektywy, jak również zagadnienia historyczne, kulturalne, społeczne, gospodarcze i sportowe. Ważną częścią „Kalendarza” jest prezentacja ludzi zasłużonych dla miasta żyjących dawniej i dziś. Układ tematyczny obejmuje następujące sekcje: kalendarium bydgoskie za ostatni rok, historię, współczesność, kulturę, gospodarkę, przyrodę, sukcesy bydgoszczan, wspomnienia, pamiętne lata, pożegnania, artykuły o regionie.
Pokrewnym wydawnictwem jest „Kronika Bydgoska” – rocznik wydawany od 1967, posiadający wyższe od „Kalendarza” ambicje naukowe. 

## Historia
Pomysłodawcą wydawania „Kalendarzy Bydgoskich” była bydgoska dziennikarka Ilustrowanego Kuriera Polskiego, miłośniczka miasta Waleria Drygała. Celem grona miłośników miasta było wydawanie popularnego periodyku regionalnego, różniącego się od wydawanej równolegle „Kroniki Bydgoskiej” lekką i przystępną formą. „Kalendarzowa” forma wydawnictwa nawiązywała do XIX-wiecznych kalendarzy ludowych, budzących świadomość narodową wśród Polaków, które m.in. w Bydgoszczy wydawali: Ignacy Danielewski i Julian Prejs. W dwudziestoleciu międzywojennym popularne kalendarze drukowały gazety bydgoskie, a ich treść w dużej mierze była poświęcona przeszłości miasta. 
Pierwszy „Kalendarz Bydgoski” ukazał się 12 października 1967 roku (datowany na 1968). W założeniu wydawnictwo miało rozwijać świadomość lokalnej tożsamości i powiększać znajomość historii i kultury miasta. Do końca lat 80. XX w.„Kalendarz” miał skromną szatę graficzną i format książeczki o objętości kilkuset stron, jednak posiadał bogatą treść, którą redagowało grono naukowców, historyków, publicystów i dziennikarzy – znawców i miłośników Bydgoszczy. Artykuły pisano w lekkiej, popularnej formie, przystępnej dla ogółu społeczeństwa. Począwszy od połowy lat 90. XX w. wzrastała objętość „Kalendarza”, a artykuły ilustrowano dużą liczbą zdjęć i rysunków. Od 2000 r. wydawany jest w kolorze na papierze kredowym.

### Redaktorzy
Kalendarzem Bydgoskim kierowali następujący redaktorzy prowadzący:
- 1968–1969 – Waleria Drygała
- 1970–1976 – Konrad Brakowski, Jerzy Jaśkowiak
- 1977 – Jerzy Jaśkowiak
- 1978–1984 – Jerzy Jaśkowiak, Stanisław Jakubowski
- 1985–1988 – Róża Kulwieć, Jan Malinowski, Franciszek Mincer, Zdzisław Mrozek
- 1989–1993 – Jerzy Derenda
- 1994 – Stanisław Jakubowski
- 1995 – Daniel B. Rudnicki
- 1996 – Zdzisław Mrozek
- 1997–1999 – Daniel B. Rudnicki
- od 2000 – Krystyna Romeyko-Bacciarelli